# Drop Back Ten
Drop Back Ten – film fabularny (komediodramat) produkcji amerykańskiej, którego światowa premiera odbyła się 22 stycznia 2000 roku.

## Twórcy filmu
- Reżyseria: Stacy Cochran
- Scenariusz: Stacy Cochran
- Produkcja: Stacy Cochran
- Zdjęcia: Spencer Newman
- Muzyka: Jared Faber, Pat Irwin
- Montaż: Nancy Novack
- Scenografia: Charlotte Bourke
- Kostiumy: Sarah Beers

### Obsada aktorska
- James LeGros – Peter Barnes
- Desmond Harrington – Spanks Voley
- Josh Lucas – Tom White
- Amber Valletta – Mindy Deal
- Jodie Markell – Peggy
- Laila Robins – Viv
- Penny Balfour – Amanda Bennett
- Ilana Levine – Pamela Berry
- Kelly DeMartino – Joy
- Eddie Kaye Thomas – Gil
- Courtney Jines – Harriet Deal
- Tate Donovan – Wally Bixer